# Jämtland Basket
El Jämtland Basket es un club de baloncesto profesional de la ciudad de Östersund, que milita en la Basketligan, la máxima categoría del baloncesto sueco. Disputa sus partidos en el Östersunds Sporthall, con capacidad para 1,700 espectadores.

## Historia
El club fue fundado en 1956 bajo el nombre de Jämtland Ambassadors Östersund. En el año 2000, cambió su nombre a Jämtland Basket, nombre que posee en la actualidad.
No tiene resultados destacados, salvo llegar a semifinales de liga en 2003 y a los cuartos de final en seis ocasiones.

## Nombres
- Jämtland Ambassadors Östersund (1956-2000)
- Jämtland Basket (2000–presente)

## Resultados en la Liga Sueca
| Temporada | División | Liga        | Posición | Play-Offs        | Competición Europea |
| --------- | -------- | ----------- | -------- | ---------------- | ------------------- |
| 2000-01   | 1ª       | Basketligan | 7º       | –                | –                   |
| 2001-02   | 1ª       | Basketligan | 6º       | –                | –                   |
| 2002-03   | 1ª       | Basketligan | 4º       | Semifinales      | –                   |
| 2003-04   | 1ª       | Basketligan | 8º       | –                | –                   |
| 2004-05   | 1ª       | Basketligan | 7º       | –                | –                   |
| 2005-06   | 1ª       | Basketligan | 11º      | –                | –                   |
| 2006-07   | 1ª       | Basketligan | 6º       | Cuartos de final | –                   |
| 2007-08   | 1ª       | Basketligan | 10º      | –                | –                   |
| 2008-09   | 1ª       | Basketligan | 8º       | Cuartos de final | –                   |
| 2009-10   | 1ª       | Basketligan | 11º      | –                | –                   |
| 2010–11   | 1ª       | Basketligan | 8º       | Cuartos de final | –                   |
| 2011–12   | 1ª       | Basketligan | 9º       | –                | –                   |
| 2012–13   | 1ª       | Basketligan | 9º       | –                | –                   |
| 2013–14   | 1ª       | Basketligan | 8º       | Cuartos de final | –                   |
| 2014–15   | 1ª       | Basketligan | 10º      | –                | –                   |
| 2015–16   | 1ª       | Basketligan | 9º       | –                | –                   |
| 2016–17   | 1ª       | Basketligan | 6º       | Cuartos de final | –                   |
| 2017–18   | 1ª       | Basketligan | 3º       | Cuartos de final | –                   |
| 2018–19   | 1ª       | Basketligan | 5º       | Semifinales      | –                   |

## Palmarés

### Liga
- Basketligan

-   - Semifinales (1): 2003

-   - Cuartos de Final (6): 2007, 2009, 2011, 2014, 2017, 2018

## Jugadores destacados
| - Nedžad Biberović - Gerry Besselink - Joey Vickery - Evariste Shonganya - Dino Cinać - Dražen Klarić - Mario Pešut - Toni Prostran - Marko Šamanić - Srđan Subotić - Adama Darboe - Jaan Puidet - Mika Haakana - Sami Laaksonen - Markus Molenius - Antto Nikkarinen - Olu Babalola - Zsolt Szabó - Brynjar Þór Björnsson - Saulius Dumbliauskas - Ernestas Ežerskis - Mindaugas Jaruševičius - Robertas Stankevičius - Ayodokun Akingbade | - Joakim Hellström - Stian Mjøs - Anders Stien - Mário Gil Fernandes - Issa Konare - Luka Marolt - Jacob Andersson - Reda Bentebra - Samuel Berkelund - Jim Enbom - Gustav Hansson - Lars Horst - Peter Johansson - Andreas Karlsson - Anton Kobylak-Berglund - Niklas Larsson - Roger Lilliesköld - Mattias Markusson - Francis Odada - Andreas Person - Johan Pierre - Adam Rönnqvist - Johan Rönström - Alexander Ryan | - Egal Saleman - Emil Salon - Olof Hannes Widell - Sarahbil Boucari - Eric Bowens - Leon Brisport - Ken Brown - Benson Callier - Jawan Carter - Ryan Charles - Ron Christy - Geary Claxton - Jabril Durham - Trevor Gruis - R.T. Guinn - Darius Hargrove - Stacy Harris - John Hemsley - Corin Henry - Craig Hodges - Darryl Hudson - Tyrone Levett - Orlando Lightfoot - Marcus Liberty | - Darnell McCulloch - Andre McCullum - Brandon McKnight - Ronell Mingo - Andrew Mitchell - Dwayne Mitchell - Eric Mosley - Teyvon Myers - William Paul - Craig Peper - Tyler Peters - Brandon Peterson - Preston Purifoy - Bilal Salaam - Oliver Simmons - Jason Stamper - Brandon Taylor - Nick Tomsick - William Walker - Willie Wallace - Najee White - Steve Woodberry - Marko Đurić - Adnan Chuk | - Igor Hadžimejlić - Srđan Vuković - Keith Vassel - Evaldas Žabas - Dee Ayuba - Hussein Tawbeh - Stefan Živković - Omar Zaghdene - Samuel Mukooza - Tommy Johnson - Nik Raivio - Nick Paulos - Chris Watson - Boakai Lalugba - Doremus Bennerman - Tim Whitworth |